# Gérard Picard
Gérard Picard, né le 27 mai 1907 à Stratford au Québec et mort le 19 juin 1980 à Montréal à l'âge de 73 ans, syndicaliste canadien, un haut fonctionnaire fédéral et un homme de lettres canadien de langue française.
Président général de la Confédération des travailleurs catholiques du Canada (CTCC-CSN) de 1946 à 1958.

## Biographie

### Jeunesse et famille
Né le 27 mai 1907 à Stratford (Cantons-de-l'Est) au Québec. Fils d'Amédée Picard et de Valentine Béliveau. Après des études commerciales à l'Académie Laroque et des études classiques au Petit Séminaire de Québec, il se destine à l'état ecclésiastique parmi les Pères Blancs et se rend en 1926 en Algérie pour se préparer au noviciat sacerdotal. Après quelques mois, il quitte l'Algérie et l'habit religieux, et se retrouve l'année suivante à Québec.
Marié en 1936 à Marguerite Raymond, originaire de Kamouraska. Cinq enfants sont nés de ce mariage : Louise, Hélène, Raymond, Gisèle et Claire.

### Au service de la CTCC
D'abord reporter aux quotidiens L'Événement et L'Action Catholique, de la ville de Québec, Gérard Picard se rapproche des milieux ouvriers et syndicaux, notamment de par le fait qu'il rédige des chroniques sur l'action syndicale (il assiste donc à un bon nombre d'assemblées). Durant les années 1930, il s'implique à la Confédération des travailleurs catholiques du Canada (CTCC), aujourd'hui la CSN, l'une des principales centrales syndicales ouvrières au Canada entrant en contact avec les différentes régions au sein desquelles s'implique la centrale et faisant ses premières armes en matière d'organisation syndicale.
En 1934, à l'âge de 27 ans, Gérard Picard est élu Secrétaire général de la CTCC. Alors que la CTCC est considérée comme réactionnaire (visant surtout la bonne entente avec les patrons), Gérard Picard alors président  et Jean Marchand, secrétaire de la centrale, lui donnent un caractère plus revendicateur en plus de l'éloigner de l'influence des clercs.
Durant son mandat à la centrale, Gérard Picard est également secrétaire de la Fédération nationale des travailleurs de la pulpe et du papier (FNTPP), organisation sous la tutelle de la CTCC. Il participe alors à la lutte pour la reconnaissance syndicale au sein de l'industrie du papier et organise les revendications syndicales dans la région du Saguenay-Lac-Saint-Jean.
Considéré à l'époque comme un expert du fonctionnement des syndicats et possédant déjà une connaissance intime de leurs problématiques, il remplira les fonctions de conseiller technique  lors de la Conférence internationale du Travail à Genève en 1936, et aussi à l'occasion de quatre autres sessions : 1946, 1950, 1954 et 1956.

### Seconde Guerre mondiale
Pendant la Seconde Guerre mondiale, appelé à siéger au Conseil national du travail en temps de guerre, et au Comité consultatif du Service sélectif national, Gérard Picard occupera aussi les fonctions de délégué auprès de certains organismes, dont le Conseil d'orientation économique de la Province de Québec. À la fin du conflit, en reconnaissance de son appui à l'effort de guerre canadien outre-Atlantique, Gérard Picard est créé Officier de l'Ordre de l'Empire britannique par S.M. le Roi George VI. Par la suite, il sera actif en tant que membre du Conseil canadien des relations ouvrières et membre du Conseil supérieur du travail du Québec.

### Professeur de relations industrielles
Diplômé en droit de l'Université Laval en 1944, Gérard Picard est nommé l'année suivante professeur au Département des relations industrielles de l'Université Laval de Québec.

### Président de la CTCC
Rendu populaire auprès des délégués de la centrale syndicale grâce à sa réputation d'habile négociateur, Gérard Picard est élu Président général de la Confédération des travailleurs catholiques du Canada (CTCC) en 1946, et réélu à ce poste jusqu'en 1958. Durant son mandat à la tête de la centrale, la CTCC délaisse le corporatisme, issu de l'influence catholique, et s'intéresse de plus près à la gestion des entreprises au sein desquelles les syndicats sont impliqués. Considérant que la propriété ne devrait pas garantir aux patrons le contrôle sans partage des entreprises, on veut assurer aux ouvriers un plus grand rôle dans les prises de décision au sein de leur milieu de travail.
Gérard Picard a dirigé ou soutenu de nombreuses grèves ouvrières restées célèbres; celles d'Asbestos (1949), des Chantiers maritimes Vickers (1951), de Dupuis Frères (1952), de Louiseville (1952), de l'Alcan (1957), de Murdochville (1957) et celle des réalisateurs de Radio-Canada (1959). Tout en ménageant habilement les assises catholiques de l'organisation, en évitant prudemment la rhétorique socialiste, sa présidence orientera l'action militante de la centrale vers une fermeté jusqu'alors inédite. Jusqu'à son départ en 1958, ses références fréquentes à la «Doctrine sociale de l'Église» continueront de souligner l'idéologie première de la centrale.
En 1960, la CTCC transforme officiellement ses statuts et devient la Confédération des syndicats nationaux (CSN).

### Grève d'Asbestos
Reconnu avant tout comme un stratège d'une grande mobilité, c'est en dirigeant en 1949 les grévistes de l'Amiante à Asbestos, l'un des premiers et plus violents conflits ouvriers de l'histoire du Québec, que Gérard Picard imprima sa marque au sein de la CSN.
À la tête du mouvement en tant que négociateur en chef, c'est sans réel fonds de soutien pour les grévistes et durant un hiver où les températures ont chuté jusqu'à -27°, qu'il mènera avec Jean Marchand, secrétaire de la centrale, les mineurs d'Asbestos et de Thetford Mines dans un affrontement imposant, rapidement déclaré illégal par le gouvernement et directement combattu par le premier ministre Maurice Duplessis. Attaques à la dynamite et arrestations par centaines n'ont pas réussi à ébranler une opinion publique favorable aux mineurs, puisqu'une frange importante de la population, concertée avec certains membres du clergé catholique, a nourri et soutenu financièrement les familles des grévistes.
En renforçant l'autorité politique des syndicats, quasiment nulle au Canada avant la Deuxième guerre, la direction de Gérard Picard a contribué à développer l'unité des travailleurs de l'industrie minière, forts de leurs nouvelles capacités de mobilisation. L'impact de la grève au cours des années suivantes s'est traduit par une nette amélioration des salaires et de la sécurité des ouvriers, facilitant la voie à des organisations syndicales de domaines industriels majeurs au Québec.

### Départ de la CTCC
En 1958, Gérard Picard se retire. Il poursuit ses activités dans le milieu syndical et politique en étant mêlé à de nombreuses négociations collectives, conciliations et arbitrages.
En politique fédérale il contribue à fonder le Nouveau Parti démocratique du Canada (CCF-NPD) dont il devient Président adjoint en 1963, et chef de l'aile québécoise.
Nommé en 1973 par le gouvernement fédéral commissaire à la Commission canadienne des relations du travail (CCRT), organisme de règlement de conflits dans la fonction publique canadienne.
Il est président du Conseil sur le maintien des services de santé et des services sociaux (Québec) en cas de conflit de travail à partir de 1979. Il occupe ce poste jusqu'à sa mort en 1980.

### Grammairien
Membre du Comité permanent de la Survivance française, Gérard Picard est l'auteur d'un précis de grammaire française, le Digeste de Grammaire française, publié aux ateliers Beauchemin, en 1968.

### Décès
Gérard Picard meurt à Montréal le 19 juin 1980 à l'âge de 73 ans. À sa mort, Norbert Rodrigue, alors président de la CSN, déclare qu'on « venait de perdre le plus grand militant syndical du Québec, celui qui fut le vrai père de la CSN, un homme à qui les travailleurs québécois doivent beaucoup et qui se retrouva à côté d'eux dans les grandes luttes syndicales menées au Québec...».

## Dans la mémoire
- Selon Pierre Vadeboncœur : « Il fut peut-être le dirigeant syndical le plus complet et le plus remarquable de l'histoire syndicale canadienne[11]. »

- Pour Norbert Rodrigue : « Militant syndical, Gérard Picard le fut aux heures où c'était le plus difficile l'être : dans les années les plus obscures du duplessisme. »
- Malgré son rôle proéminent dans l'histoire syndicale québécoise, Gérard Picard reste peu étudié par les historiens. À ce propos, Pierre Vadeboncœur souligne: « On a peu parlé de Picard après son départ de la CTCC et depuis son décès. Il est pratiquement disparu même de la mémoire syndicale. C’est étrange et scandaleux. Par sa personnalité, il était déjà par lui-même la nouveauté des temps. Le temps ne s’est guère souvenu de lui ni de cette nouveauté, prophétique, qu’il figurait[12].»

## Fonctions syndicales
- Secrétaire du Conseil central des syndicats catholiques de Québec, 1934-1938
- Président du Conseil central des syndicats catholiques de Québec, 1938-1940
- Secrétaire général de la Confédération des travailleurs catholiques du Canada, 1934-1946
- Président de la Confédération des travailleurs catholiques du Canada, 1946-1958
- Président de la Conférence intersyndicale de la Province de Québec, 1948-1950
- Président de la Fédération nationale de la métallurgie, 1958-1959
- Président conjoint du Comité national de coordination des Métallurgistes Unis d'Amérique, 1959
- Président de la Fédération de l'imprimerie et de l'information, 1960-1966
- Directeur des relations extérieures, Syndicat national des fonctionnaires municipaux de Montréal, 1960-1966
- Président du Conseil central de Montréal, (CSN) 1960-1966

### Autres fonctions
- Membre du Comité exécutif et du Conseil de l'Université de Montréal, 1979 - 1980[13]
- Professeur au Département des relations industrielles de l'Université Laval
- Membre de la Commission d'étude du système administratif de la Ville de Montréal
- Membre du Conseil d'administration de l'Imprimerie populaire ltée, 1949
- Membre du Conseil canadien des relations du travail, 1960-1966
- Président du Conseil sur le maintien des services de santé et des services sociaux en cas de conflit de travail, (Qc) 1979

## Publications
- Salaire vital, 1948
- L'Automation, 1956
- Code des règles de procédures de la CTCC, 1957
- Projet de code du travail pour la Province de Québec, 1957
- La liberté syndicale et l'Unité syndicale au Canada, 1958
- Évaluation des tâches, 1959
- Un code du travail du Canada suggéré par Gérard Picard, 1961
- Digeste de Grammaire française, 1968
- Méthode de règlement des conflits d'intérêts dans la fonction publique et les services publics, 1972
- Tranche de grammaire française – Essai sur le verbe, 1972
- Deuxième tranche de grammaire française – La phrase-Les propositions-La concordance des temps, 1972

## Citations
Le jour de son élection à la tête de la CTCC-CSN, devant les délégués réunis à Saint-Hyacinthe, Gérard Picard s'exclama : « Fini le temps où nos syndicats passeront invariablement pour des syndicats de bedeaux, des syndicats de trouillards, des syndicats jaunes ! »
« Les travailleurs, dans l'histoire, n'ont jamais reçu de cadeaux. Ce qu'ils ont, ils l'ont arraché par la force des poignets. »

## Distinctions et honneurs
- Créé Officier de l'Ordre de l'Empire britannique par S.M. le Roi George VI en 1946.
- Médaille du couronnement de S.M. la Reine Élisabeth II en 1953.
- Récipiendaire de la médaille Bene Merenti par Pie XII.
- Médaille du centenaire du Canada en 1967.
- Le parc Gérard-Picard à Montréal porte son nom[14].
- La salle de conférence Gérard-Picard du Siège social de la CSN honore sa mémoire.
- La CSN tient le colloque Gérard-Picard biannuel depuis 1987[15].